# Mariano Antônio Correia Borges
Mariano Antônio Correia Borges (Desterro, ca. 1784 — Desterro, 1 de novembro de 1849) foi um político brasileiro.

## Vida
Filho de Antônio Correia Borges e de Mariana Antõnia de Jesus.

## Carreira
Foi membro do Conselho Geral da Província de Santa Catarina na 1ª legislatura (1824 — 1828).
Foi deputado à Assembleia Legislativa da Província de Santa Catarina na 1ª legislatura (1835 a 1837), na 2ª legislatura (1838 a 1839), na 3ª legislatura (1840 a 1841), na 4ª legislatura (1842 a 1843), na 5ª legislatura (1844 a 1845), e na 6ª legislatura (1846 a 1847).